# Exek csatája
Az Exek csatája az RTL+ 2025. június 18-án indult reality műsora, ami a Prominent Getrennt – Die Villa der Verflossenen című német műsor alapján készül. A műsorban 8 ex pár küzd meg egymással egy festői birtokon félretéve régi sérelmeiket és megpróbálnak újra együtt működni különböző feladadványokban és megőrízni a 40 milliós nyereményalapot. A műsornak nincs műsorvezetője.

## Története
2024. november 4-én Kolosi Péter, az RTL Magyarország tartalomért felelős vezérigazgató-helyettese a Big Picture konferencián bejelentették, hogy 2025-ben jön az Exek csatája. A műsor kezdési időpontját 2025. március 31-én hozták nyilvánosságra.

## A műsor menete
A korábban különvált celebpárok találkoznak újra, hogy különböző játékokban együtt versenyezzenek a fődíjért, miközben együtt élnek egy villában. Amennyiben a csoportos játékok során hibáznak, a nyeremény csökken. A fordulók végén az ex-párok szavaznak arról, hogy kik távozzanak a versenyből, a legvégén pedig csak egy volt páros viszi haza a fődíjat.

## Évadok
| Évad | Évad | Részek száma | Párosok | Sugárzás         | Sugárzás            | Győztesek                     | Második helyezettek            | Harmadik helyezettek        | Eredeti adó |
| Évad | Évad | Részek száma | Párosok | Évadbemutató     | Évadzáró            | Győztesek                     | Második helyezettek            | Harmadik helyezettek        | Eredeti adó |
| ---- | ---- | ------------ | ------- | ---------------- | ------------------- | ----------------------------- | ------------------------------ | --------------------------- | ----------- |
|      | 1.   | 20           | 8       | 2025. június 18. | 2025. augusztus 20. | Kármán Odett és Kamarás Norbi | Balázs Merci és Szlépka Armand | Kovács Dóri és Király Péter | RTL+        |

## Szereplők
| Hely.                    | Évadok                          |
| Hely.                    | Első                            |
| ------------------------ | ------------------------------- |
| 1. helyezett, aranyérmes | Kármán Odett és Kamarás Norbi   |
| 2. helyezett, ezüstérmes | Balázs Merci és Szlépka Armand  |
| 3. helyezett, bronzérmes | Kovács Dóri és Király Péter     |
| 4.                       | Nemazalány és Fenyvesi Barna    |
| 5.                       | Osváth Zsolt és Zsenyei Patrik  |
| 6.                       | Zsíros Linda és Noé Viktor      |
| 7.                       | Karnics Kriszti és Farkas Dénes |
| 8.                       | Jákli Mónika és Boráros Gábor   |